# Auguste-Joseph le Maire de Sars le Comte
Auguste Joseph Le Maire (Bergen, 20 april 1772 - Blicquy, 29 augustus 1838) was een Zuid-Nederlands edelman.

## Geschiedenis
- In 1678 werd Martin Le Maire, stadsbestuurder in Bergen, door koning Karel II van Spanje in de erfelijke adel opgenomen.
- In 1770 verleende keizerin Maria Theresia wapenvermeerdering aan Hyacinthe Le Maire.

## Levensloop
- Auguste Le Maire, kleinzoon van Hyacinthe (zie hierboven) en zoon van Leopold Le Maire, algemeen ontvanger voor Henegouwen, en van Marie-Hélène de Pestre, kreeg in 1822 onder het Verenigd Koninkrijk der Nederlanden erkenning in de erfelijke adel. Hij trouwde in 1799 met Thérèse de Bagenrieux (1771-1853) en ze kregen een zoon en drie dochters.
  - Amédée Le Maire 1801-1847), trouwde met Adèle d'Auxy de Launois (1798-1887).
    - Ulric Ferdinand Le Maire (1831-1883), de eerste die de Sars le Comte aan zijn naam toevoegde, trouwde met Augusta O'Sullivan de Terdeck (1839-1911). Ze hadden twee dochters en twee zoons, zonder verdere nakomelingen.
    - Alban Edouard Le Maire de Sars le Comte (1833-1899) trouwde met Marie Le Cordier (1827-1904). Ze hebben afstammelingen tot heden, die de Franse nationaliteit hebben aangenomen en van wie er velen in Boulogne-sur-Mer wonen.